# Julia Wolfe
Julia Wolfe (ur. 18 grudnia 1958 w Filadelfii) – amerykańska kompozytorka, laureatka Nagrody Pulitzera.

## Życiorys
Jest współzałożycielką zespołu Bang on a Can.
Nagrodę Pulitzera w dziedzinie muzyki otrzymała w 2015 za utwór Anthracite Fields. W tym samym roku otrzymała Alpert Awards in the Arts, a w 2016 Nagrodę MacArthurów.